# Zenodorus lepidus
Zenodorus lepidus är en spindelart som först beskrevs av Félix Édouard Guérin-Méneville 1834.  Zenodorus lepidus ingår i släktet Zenodorus och familjen hoppspindlar. Inga underarter finns listade i Catalogue of Life.